# 아칸소 대학교
아칸소 대학교(영어: University of Arkansas)는 미국 아칸소주 페이빌에 있는 대학교이다. 종종 U of A, UARK, 또는 UA로 간단히 줄여서 불리는 아칸소대학교는 미국 아칸소주 최초의 주립대학이며, 카네기 재단의 대학분류에 따른 매우 왕성한 연구활동을 보여주고 있는 연구 중심 대학이다. 1871년에 알칸사 산업 대학으로 설립되었고, 현재의 이름은 1899년에 다시 명명되었고, 1872년 2월에 수업이 처음으로 개설되었다. 건축, 농업(특히 동물과학과 가금류과학), 창작, 역사, 중서부연구, 경영이 널리 알려졌고, 특히 연극 M.F.A.프로그램이 혹독한 프로그램으로 굉장히 유명하다. 최근에 대학은 학교를 위해서 십억달러 ($ 1,000,000,000,)를 만들었고, 그것을 새로운 명예대학을 만들고 대학기부금을 증가시키기 위해 사용함으로써 “21세기를 위한 캠페인”을 완성하였다. 이 기부들은 가장 큰 기부는 경영대학에 당시에 ($50,000,000) 주어졌고, 그리고, 미국에 있는 공립대학에 주어진 가장 큰 선물(기부) ($300,000,000)였다. 두 개 모두, 월튼가족자선지원재단에 의해서 주어졌다.
2010 가을학기의 총 재학생은 21,406명이었고, 최초로 20,000 명의 재학생이상이 등록했다. 그리고 1946년이래 등록에 있어서 가장 큰 증가였다. 21,406의 재학생중에서, 3771(17.6%) 명이 대학원생이고, 398명이 로스쿨 학생이다. 67% 또는 13,282명의 학생들이 알칸사주의 거주민이었다. 27% 또는 5,389명은 타주출신이었고 (텍사스, 오클라호마, 미주리와 함께 가장 많은 타주 출신의 학생이있다.), 그리고, 6% 또는 1,164 학생들은 미국을 제외한 나라출신이다. 대학 캠퍼스는 345 에이커(1,40 km2) 위에 130여개의 빌딩으로 구성되어있다. 카넬 홀에 있는 인을 포함해서, 그것은 교내 호텔과 식당기능으로서 역할을 하고있다. 아카데믹 프로그램은 200개를 초과한다. 교수대 학생비율은 17:1. 운동 학과로부터의 1 밀리언달러의 기부덕분에 학교의 등록금은 2009-10년에 오르지 않았다. 평균등록금은 전미 6.6%올랐다. 2010 4월16일에 학교재정담당은 증가된 등록수와 주정부지원의 감소와 싸우기위해 3%-6.9%의 전 알칸사대학교의 시스템의 등록금을 올렸다. 알칸사 대학교 본교는 2010-11년에 대하여 등록금과 수수료에 있어서 4.8%증가될것이다.
2013년 가을학기의 총등록인원은 25,365명이었다. 대학캠퍼스는 345에이커(1.40km2)에 130개 이상의 빌딩으로 구성되어있고, “올드메인(Old Main)”이라는 최초의 영구적 아카데미 빌딩도 포함되어있고, 그리고 캠퍼스안의 호텔과 레스토랑시설로서 “카넬홀 인(The Inn at Carnall Hall)”이 있다. 200 이상의 아카데믹 프로그램을 갖고있다. 학생대 교수의 비율은 17:1이다.

## 역사
알칸사 대학교는 1871년, 오자크 산을 볼 수 있는 언덕 농장의 지역에 세워졌다. 닉네임은 “언덕”이었다.
대학은 1862년 모릴 땅증여대학법에 의해 세워졌다. 대학의 설립은 일반 의회가 주립대학을 설립하고, 유지하는 1868년의 알칸사 구성의 조항을 만족시켰다.
대학의 위치는 주의 도시들과 캬우니들로부터의 입찰로 결정되었다. 페옛빌시와 워싱턴캬우니 시민은 대학을 유치하기 위해 $130,000를 보증했다. 다른 입찰자들의 것보다 많은 액수였다. 일반적인 출발로 알칸사 산업대학의 위치, 조직, 유지를 제공하는 1871년 알칸사 일반 의회의 유기법에 의해 만들어진 경쟁에입각했다. 그래서, 1872년 1월22일 처음으로 강의가 시작되었다.
1875년 완성된 올드메인 빌딩은, 두개의 타워를 가진 벽돌빌딩으로 the Second Empire style로 디자인되어있고, 주로 강의와 행정빌딩이었다. 이것은 국립의 역사빌딩으로 등록되어 있다. 이 디자인은 일리노이 대학에 있는 메인 아카데믹 빌딩(지금은 화재로 소실)처럼 계획했었다. 그러나 시계와 종 타워가 알칸사에서는 바뀌었다. 북쪽의 더 키가큰 타워가 벨타워이고, 남쪽의 짧은 타워가 시계타워이다. 타워의 위치가 바뀐것의 전설은 더 큰타워가 시민전쟁의 연합군 승리의 기념으로서 북쪽에 놓았다는 것이다. 두번째 전설은 건설업자가 너무 술을 많이마신 후에 타워그림을 바꾸었다는 것이다. 비록 남쪽의 타워가 시계로 디자인 되었지만, 2005년 10월까지는 움직이지 않는 시계였다. 벨타워는 항상 어떤 타입의 울림이 있었고, 초기에는 학생 봉사자에 의해 시간마다 벨이 울렸다. 전기적인 벨울림은 1959년에 만들어졌다. 정기적인 벨울림에 더해, 대학의 알마 마터는 매일 오후다섯시에 놀았다. 올드메인은 아침이른시간의 강의가 열렸고, 대학의 역사동안 대학교 전체뿐만아니라, 모든 대학들의 사무실로서 역할을 했다. 오늘날, 강의를 여는 것에 덧붙여, 복원된 지펠 오디토리움과 역사적인 전시를 포함하고있다. J. 윌리엄 풀브라이트 예술과학대학 의 행정실을 포함하고 있다.